# Bholar Dabri
Bholar Dabri là một thị trấn thống kê (census town) của quận Jalpaiguri thuộc bang Tây Bengal, Ấn Độ.

## Nhân khẩu
Theo điều tra dân số năm 2001 của Ấn Độ, Bholar Dabri có dân số 10.010 người. Phái nam chiếm 52% tổng số dân và phái nữ chiếm 48%. Bholar Dabri có tỷ lệ 79% biết đọc biết viết, cao hơn tỷ lệ trung bình toàn quốc là 59,5%: tỷ lệ cho phái nam là 84%, và tỷ lệ cho phái nữ là 73%. Tại Bholar Dabri, 10% dân số nhỏ hơn 6 tuổi.